# Triepeolus helianthi
Triepeolus helianthi är en biart som först beskrevs av Robertson 1897.  Triepeolus helianthi ingår i släktet Triepeolus och familjen långtungebin. Inga underarter finns listade i Catalogue of Life.